# خانواده ویولن
خانواده ویولن شامل سه ساز ویولن، ویولا و ویولن‌سل است. این سازها به ترتیب در منطقه زیر و میانی و بم صدا می‌دهند. ساز کنترباس از این خانواده نیست و در خانواده ویول قرار دارد. این مسئله را می‌توان از شانه‌های شیبدار آن متوجه شد.
این خانواده از سازها در سده ۱۷ در ایتالیا پدید آمدند.

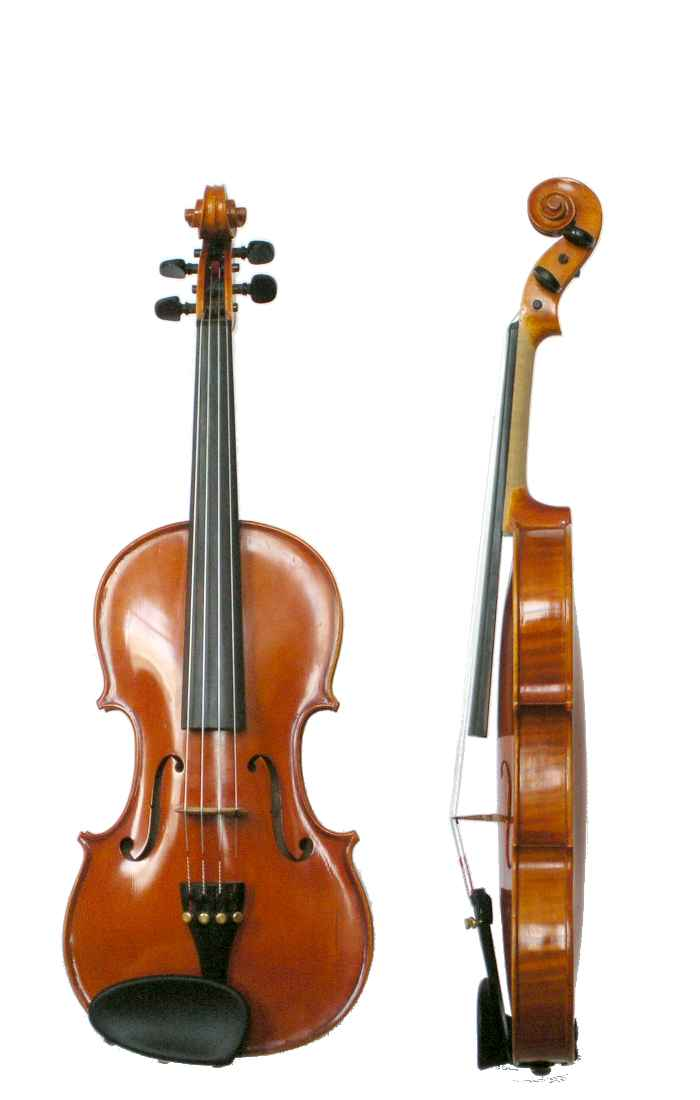
ویولن
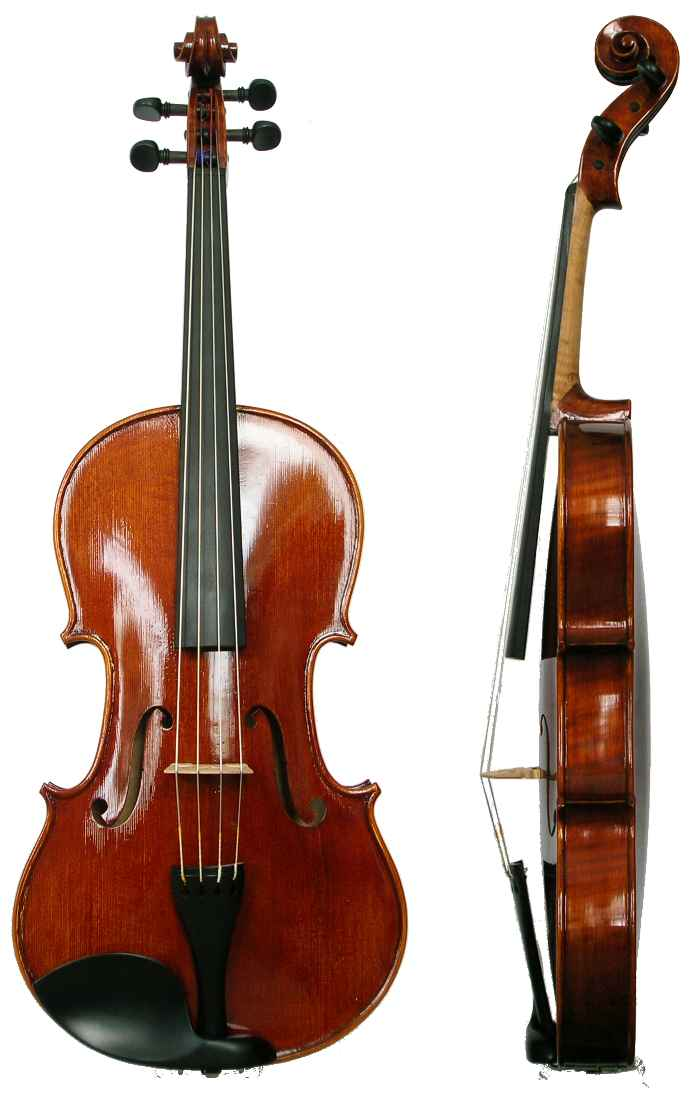
ویولا
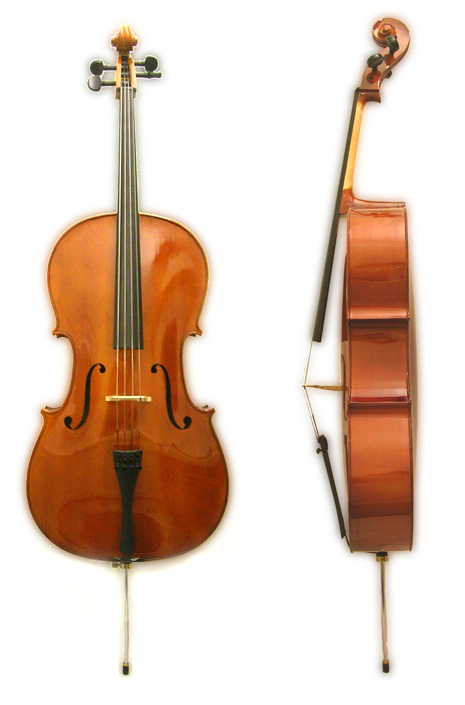
ویولن‌سل
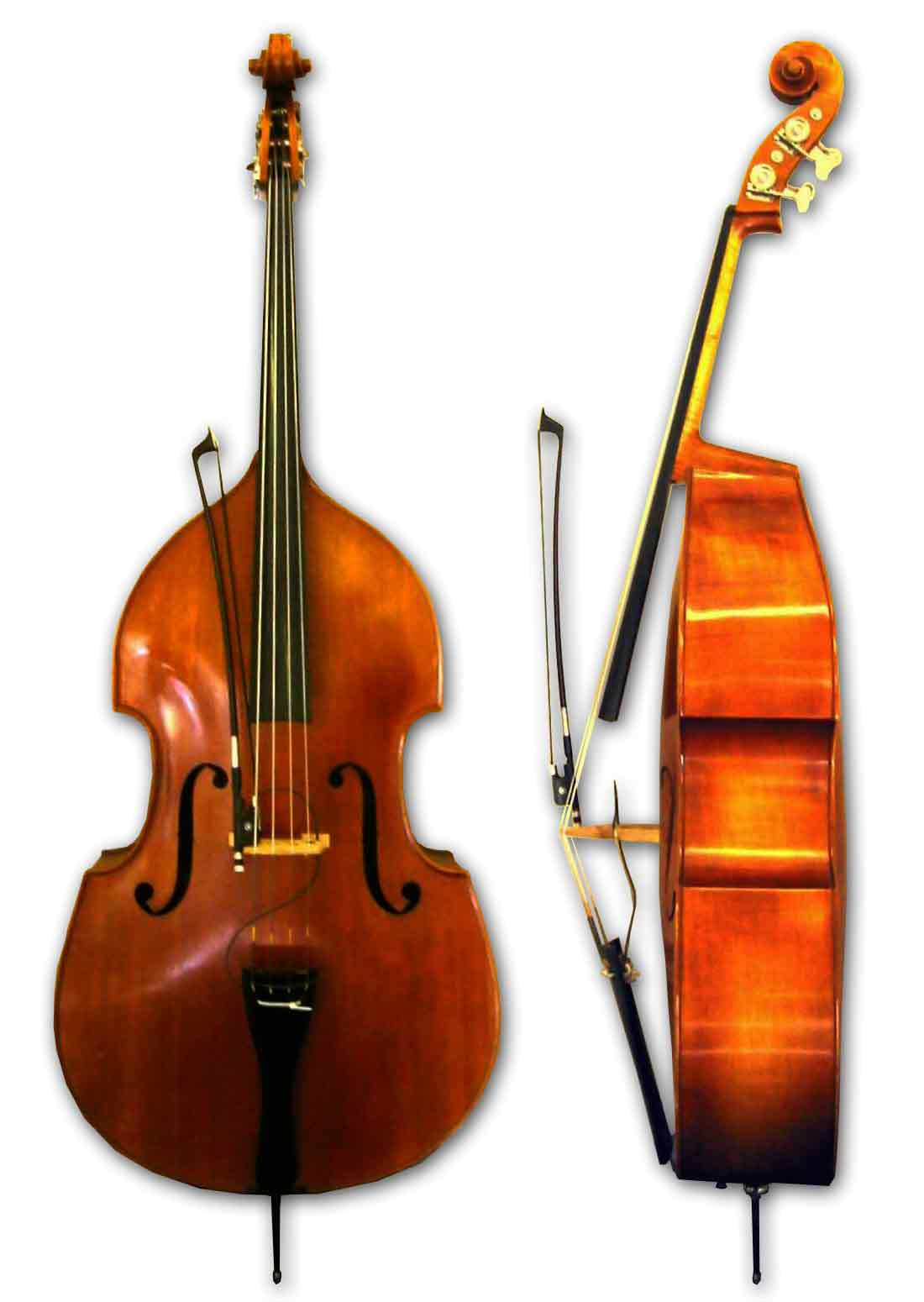
کنترباس (عضو خانواده ویول)

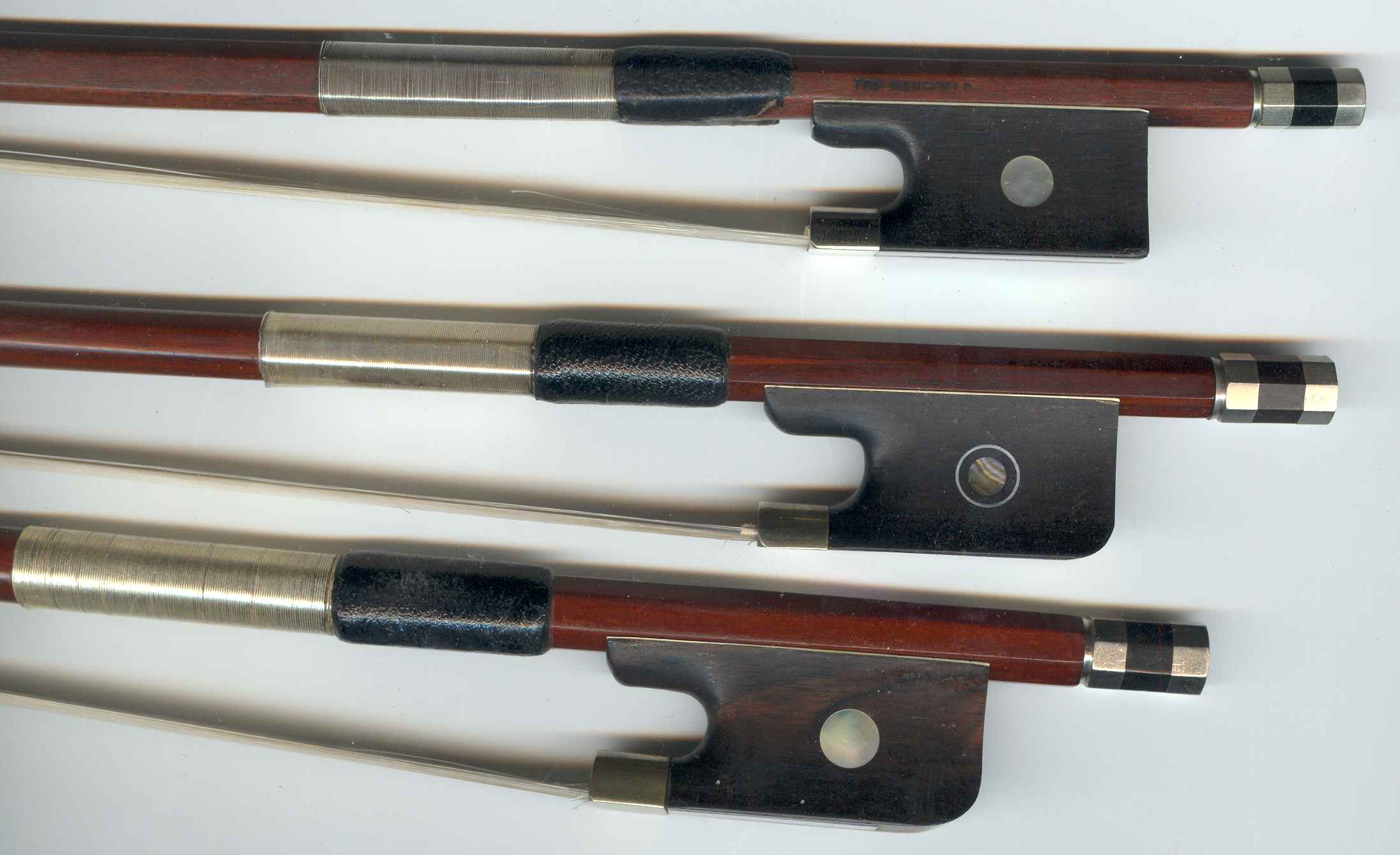
ته آرشه ویولن، ویولا و ویولن‌سل (به ترتیب از بالا به پائین)